# Hed
För andra betydelser, se Hed (olika betydelser).

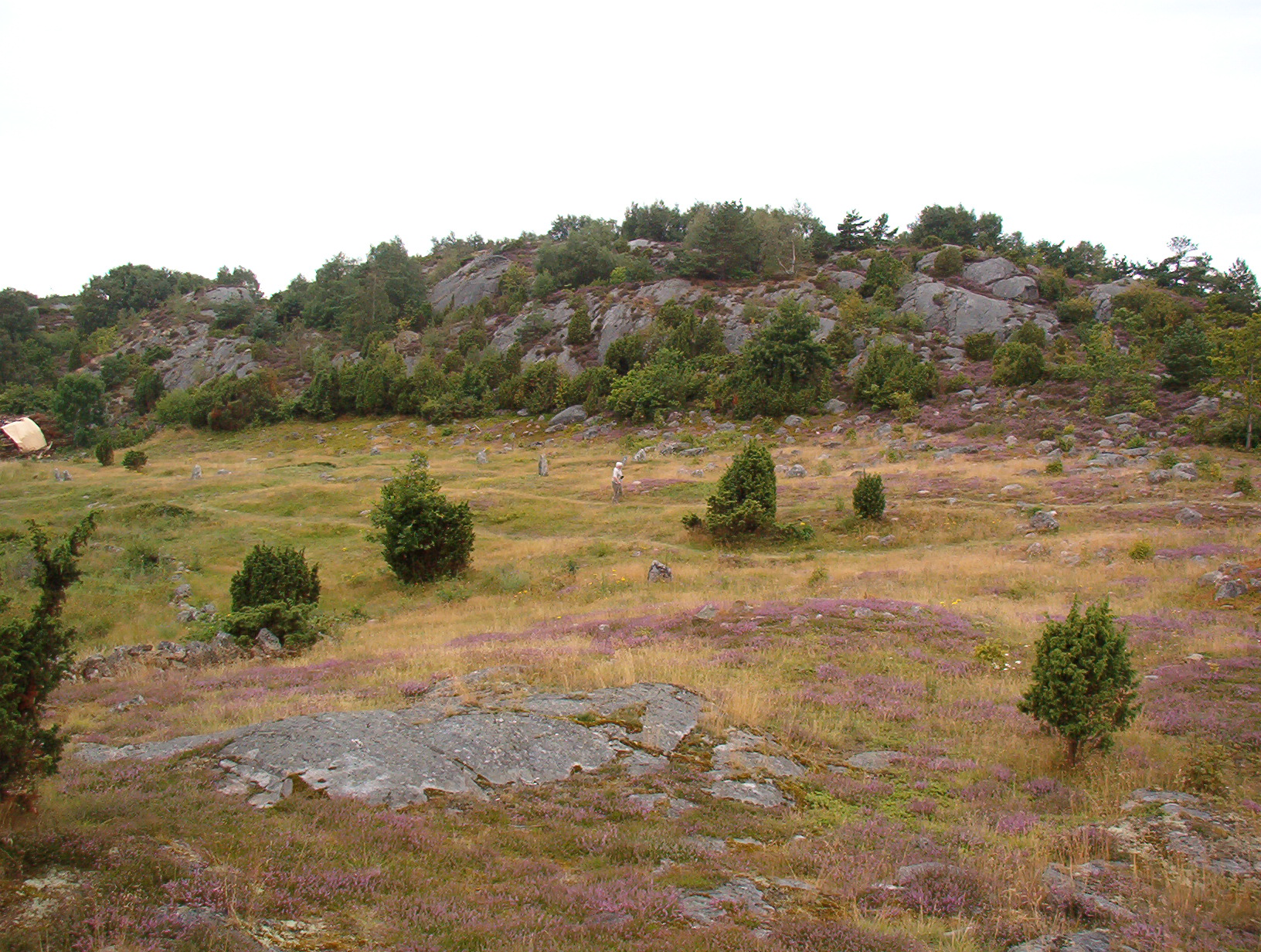
Hed på Tjörn i Bohuslän på den svenska västkusten. Platsen användes som gravfält under stenåldern.

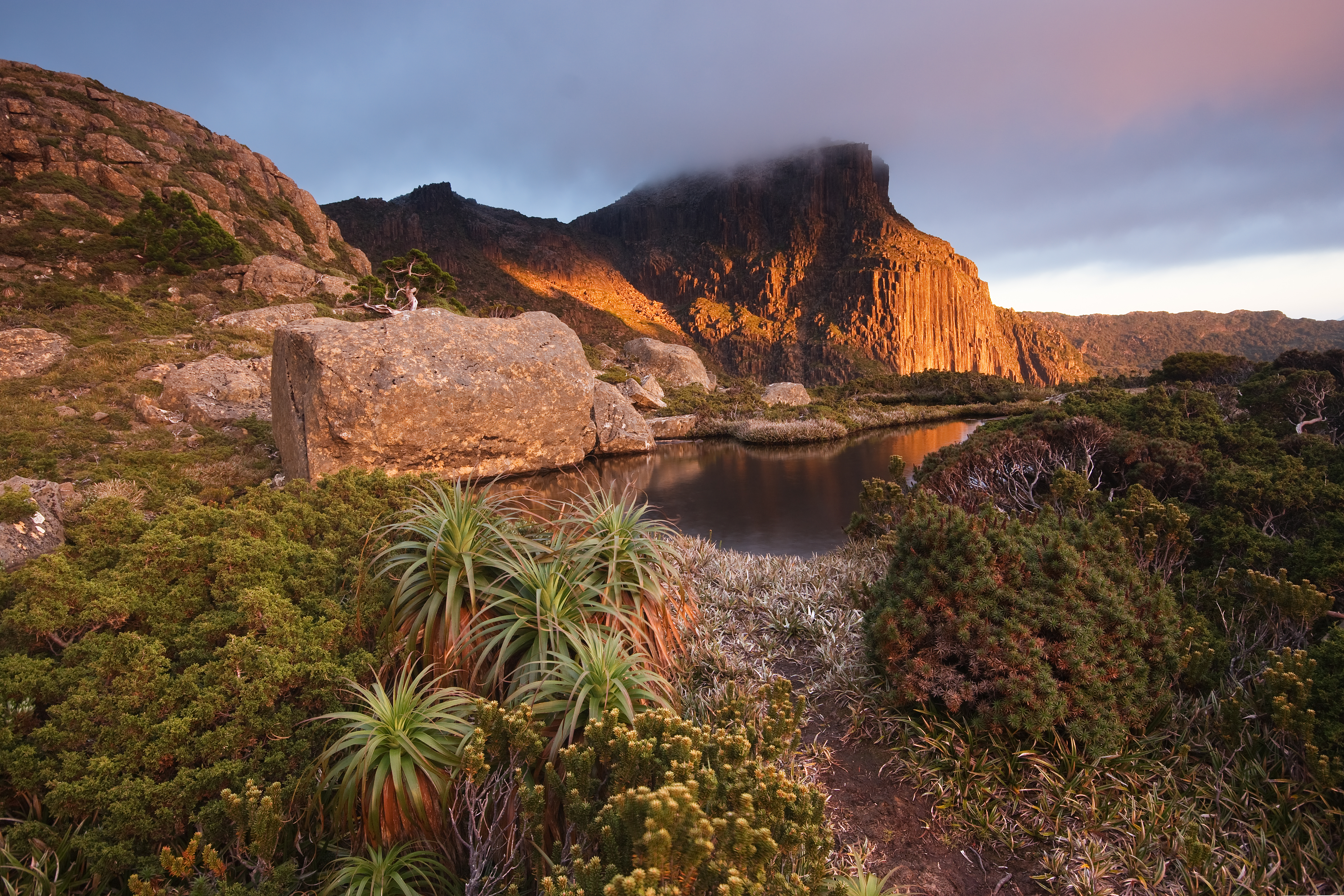
Alpint hedlandskap vid High Shelf Camp nära Mount Anne på Tasmanien.

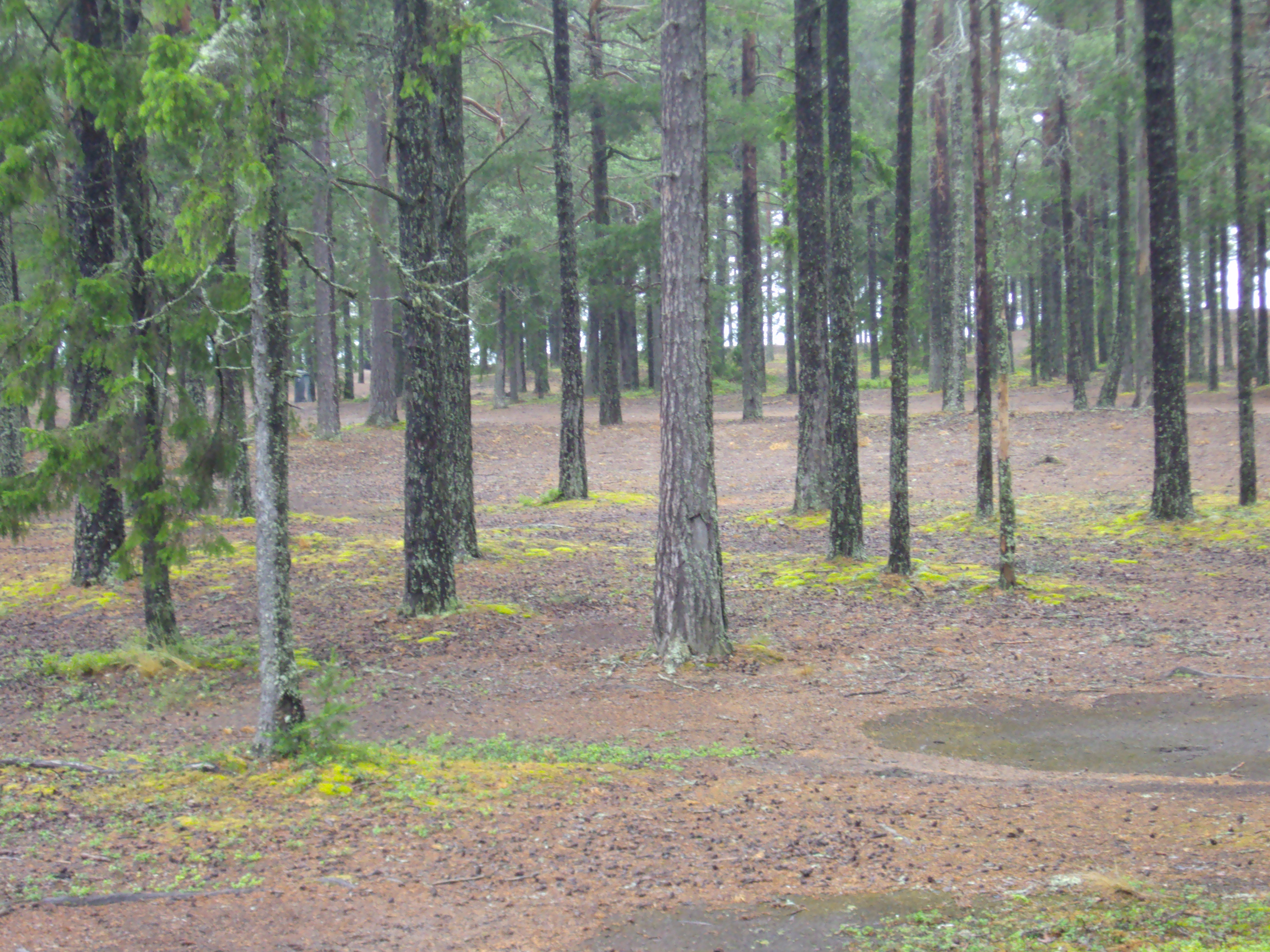
Tallhed i Storsands naturreservat, Kramfors kommun.

Hed är ett landskap (eller ekologisk biotop) som är beväxt endast med låga växter, som buskar och gräs. Där finns alltså inga eller endast ett fåtal träd, medan bottenvegetationen ofta består av mossor eller lavar. Mossar räknas inte som hedar, trots att de också ofta saknar träd.
I Mellansverige syftar hedar även på magra skogsområden, främst tallbevuxen sandmark.

## Tillkomst och vegetation
Det finns flera olika orsaker till att hedar saknar träd. Hård betning, låg temperatur och brist på vatten är några exempel. Betestryck och återkommande bränning har skapat ljunghedar, som tidigare varit vanliga bland annat på Jylland, i västra Norge och i västra och södra Götaland. 
Fjäll- och tundrahedar är bildade genom den låga temperaturen (vilken motverkar många större växter). På bland annat Azorerna består växtligheten på hög höjd av samma växtarter som längre ned bildar skog.
En hed är en lågproduktiv växtmiljö. Jorden är oftast podsolerad, med sur reaktion. En särskild typ av hed finns dock på berg med kalkrik berggrund, inklusive fjällsippshedar, alvarvegetation och vissa hedmarker runt Medelhavet (i Grekland är frygana en sådan). Antalet arter på en hed är lågt, och risväxter är stort.
Inom botaniken utgör hedlandskapets växter det växtsamhälle som kallas hedserien. Till hedserien hör också saftfattiga gräsarter med smala blad samt enstaka örter. Typarter är ljung, lingon, tall och fårsvingel.